# Weißflügellerche

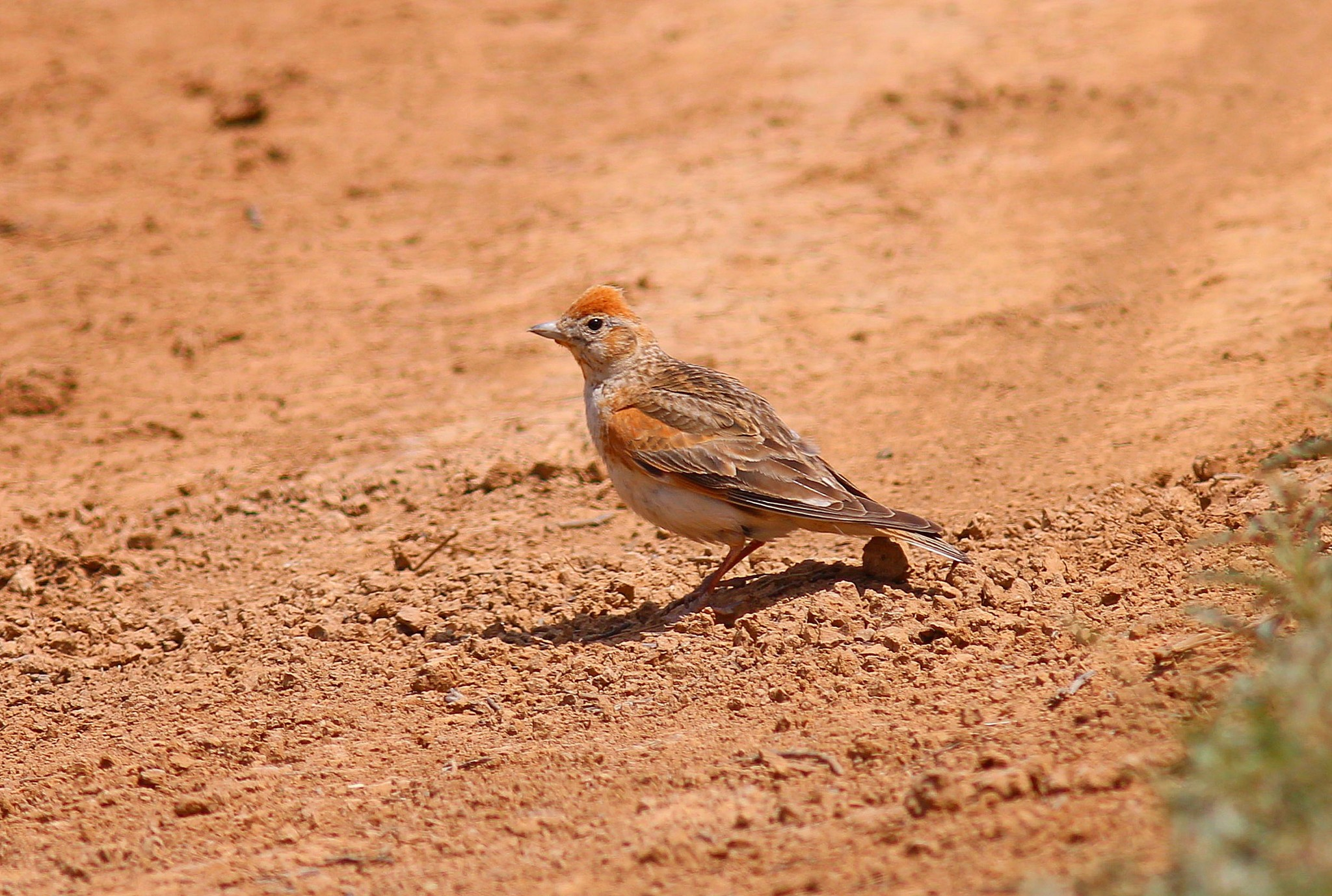
Weißflügellerche

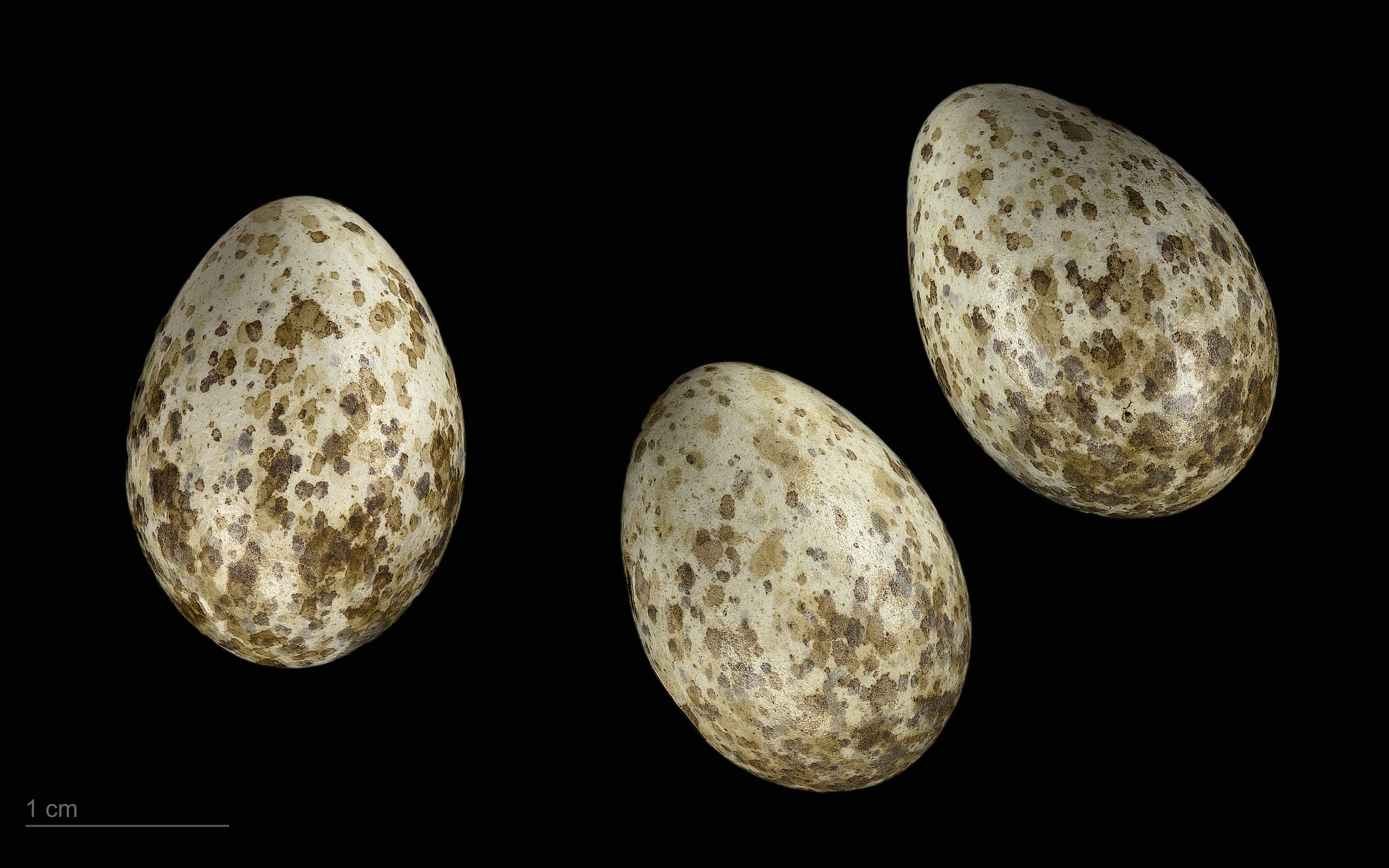
Eier der Weißflügellerche, Sammlung Museum von Toulouse

Die Weißflügellerche (Alauda leucoptera, Syn.: Melanocorypha leucoptera) ist eine Art aus der Familie der Lerchen. Es werden keine Unterarten unterschieden.

## Beschreibung
Die Weißflügellerche erreicht eine Körperlänge von 18 Zentimeter. Sie wiegt zwischen 36 und 52 Gramm. Die Flügelspanne beträgt zwischen 33 und 37 Zentimeter. Im Flug ist sie aufgrund der charakteristischen Flügelzeichnung unverwechselbar: Die äußeren Federn der Flügel sind schwarz, die inneren dagegen weiß und der übrige Flügel ist kastanienbraun. Der Körper ist auf der Oberseite grau mit dunklen Längsstrichen. Die Körperunterseite ist weißlich. Die ausgewachsene männliche Weißflügellerche hat eine kastanienbraune Haube, ansonsten gleichen sich die beiden Geschlechter.

## Verbreitungsgebiet und Bestand

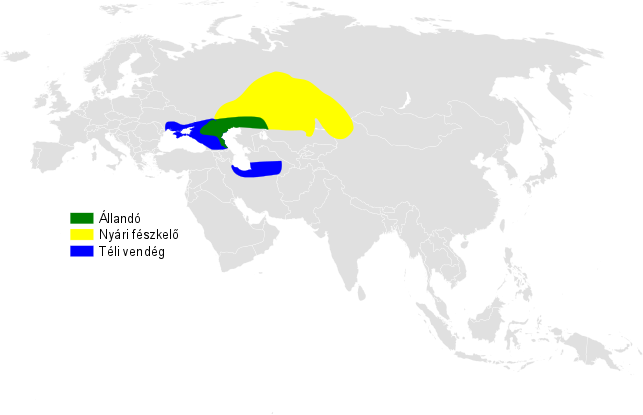
Verbreitungsgebiet der Weißflügellerche:
Brutgebiete
Ganzjähriges Vorkommen
Überwinterungsgebiete

Die Weißflügellerche ist ein Brutvogel in der Steppenzone der Zentralpaläarktis. Das Verbreitungsgebiet reicht von der unteren Wolga über den Südwesten der Mongolei bis in den Nordwesten Chinas. In Europa brütet die Art nur in Russland. Der Brutbestand beträgt dort zwischen 20.000 und 65.000 Brutpaare.
Die Art ist ein Kurzstreckenzieher und überwintert im Nordwesten Pakistans und im Norden Irans bis nach Anatolien, im Süden Russlands und in der Ukraine. Gelegentlich gibt es überwinternde Populationen auch an der Schwarzmeerküste Rumäniens und im Norden Griechenlands. Der Zug beginnt im August und währt bis Oktober. Ab März ziehen die Vögel in ihre Brutgebiete zurück.

## Lebensweise
Die Nahrung besteht überwiegend aus Insekten, im Winter auch aus Sämereien. Während der Brutzeit ist die Weißflügellerche territorial, da die Reviere jedoch klein sind, bilden sich häufig lockere Nestkolonien. Außerhalb der Brutzeit ist die Weißflügellerche ein gesellig lebender Vogel. 
Die Weißflügellerche brütet in niedrigen Gras- und Wermutsteppen. Das Nest ist ein gut gedecktes Bodennest aus Grashalmen, das mit feinen Fasern ausgelegt ist. Es wird nur vom Weibchen gebaut. Der Legebeginn ist ab Ende April bis Anfang Mai. Die Gelege umfassen gewöhnlich fünf bis sechs Eier. Die Eier sind spindelförmig, glänzend und sehr variabel gefärbt. Die Brutdauer beträgt zwölf bis dreizehn Tage. Es brütet nur das Weibchen. Die Jungvögel verlassen das Nest nach zehn Tagen. Sie sind zu diesem Zeitpunkt noch unfähig zu fliegen. 
Weißflügellerchen brüten ein- bis zweimal pro Jahr. Geht das Nest verloren, legen sie ein Nachgelege.

## Systematik
Lange Zeit wurde angenommen, dass Peter Simon Pallas diese Art im Jahr 1811 als Alauda leucoptera erstbeschrieben hatte. 2013 gab der tschechische Ornithologe Jiří Mlíkovský zu Bedenken, dass diese Autorenschaft gemäß Artikel 80.9 des International Code of Zoological Nomenclature (ICZN 1999) nicht zulässig ist, da Carl Ludwig Hablizl bereits im Jahr 1785 eine korrekte Beschreibung angefertigt hatte.

## Belege

### Einzelbelege
1. 1 2  Mlíkovský, J. (2013) The authorship and type locality of Melanocorypha leucoptera (Aves: Alaudidae). Zootaxa, 3616 (3), 298–300. doi:10.11646/zootaxa.3616.3.9.
2. ↑   Bauer et al., S. 126